# Limours
Limours település Franciaországban, Essonne megyében. Lakosainak száma 6408 fő (2022. január 1.). Limours Les Molières, Forges-les-Bains, Bonnelles, Briis-sous-Forges, Gometz-la-Ville és Pecqueuse községekkel határos.

## Népesség
A település népességének változása:
| Lakosok száma | 6622 | 6700 | 6843 | 6625 | 6558 | 6492 | 6460 | 6431 | 6408 |
|               | 2013 | 2015 | 2016 | 2017 | 2018 | 2019 | 2020 | 2021 | 2022 |